# Ust-Ordynskij
Ust-Ordynskij (russisk: Усть-Ордынский, tr. Ust-Ordynskij) er en by i Irkutsk oblast, Sibiriske føderale distrikt i Den Russiske Føderation omkring 62 kilometer nordøst for oblastens administrative center, Irkutsk. Byen har 15.364(2021) indbyggere.

## Indbyggerudvikling
| År   | Indbyggertal |
| ---- | ------------ |
| 1989 | 13.030       |
| 2002 | 14.335       |

Note: Data fra folketællinger